# Tösse
Tösse är en tätort i Åmåls kommun i Västra Götalands län.
Orten fick egen poststation den 1 januari 1875. Den var verksam till 30 april 1973, varvid postadressen ändrades till Åmål och ett postombud inrättades. Senare har postadressen Tösse återuppstått, men nu utan egen fast postinrättning.

## Befolkningsutveckling
| Befolkningsutvecklingen i Tösse 1960–2020 | Befolkningsutvecklingen i Tösse 1960–2020 | Befolkningsutvecklingen i Tösse 1960–2020 | Befolkningsutvecklingen i Tösse 1960–2020 | Befolkningsutvecklingen i Tösse 1960–2020 |
| ----------------------------------------- | ----------------------------------------- | ----------------------------------------- | ----------------------------------------- | ----------------------------------------- |
|                                           |                                           |                                           |                                           |                                           |
| År                                        |                                           |                                           | Folkmängd                                 | Areal (ha)                                |
| 1960                                      | 1960                                      |                                           | 238                                       |                                           |
| 1965                                      | 1965                                      |                                           | 212                                       |                                           |
| 1970                                      | 1970                                      |                                           | 309                                       |                                           |
| 1975                                      | 1975                                      |                                           | 302                                       |                                           |
| 1980                                      | 1980                                      |                                           | 324                                       |                                           |
| 1990                                      | 1990                                      |                                           | 286                                       | 58                                        |
| 1995                                      | 1995                                      |                                           | 292                                       | 58                                        |
| 2000                                      | 2000                                      |                                           | 337                                       | 58                                        |
| 2005                                      | 2005                                      |                                           | 322                                       | 58                                        |
| 2010                                      | 2010                                      |                                           | 305                                       | 58                                        |
| 2015                                      | 2015                                      |                                           | 346                                       | 60                                        |
| 2020                                      | 2020                                      |                                           | 327                                       | 60                                        |
|                                           |                                           |                                           |                                           |                                           |